# Kanisterpåse
En kanisterpåse är en påse i papper med flat botten och raka sidor som försluts genom att öppningen viks igen.
Kanisterpåsen används främst som förpackning för livsmedel som säljs i lösvikt, såsom konfektyr, frukt och grönsaker.
Ordet 'kanister' kommer från latinets canistrum som betyder korg. En kanister är ursprungligen en dosa eller en liten låda av metall, bleckdosa, bleckburk för förvaring av matvaror, te med mera, men kan även användas om en pappkartong för till exempel skorpor.